# Oxydia mexicata
Oxydia mexicata là một loài bướm đêm trong họ Geometridae.